# Onobrychis reuteri
Onobrychis reuteri là một loài thực vật có hoa trong họ Đậu. Loài này được Leresche miêu tả khoa học đầu tiên.